# United States of Tara
United States of Tara es una comedia estadounidense de humor negro creada por Diablo Cody (ganadora del Óscar como guionista de Juno), protagonizada por Toni Collette (Muriel's Wedding, The Sixth Sense) y producida por Steven Spielberg. La serie se estrenó en el canal por cable Showtime el 18 de enero de 2009 y se emite los martes. En España se emite desde el 27 de abril de 2009, por la cadena Paramount Comedy y en Latinoamérica se emite por la cadena FOX desde el 22 de septiembre del mismo año.

## Argumento
Tara Gregson es una ama de casa de Overland Park (Kansas), con un trastorno de identidad disociativo, que decide dejar la medicación para descubrir la causa de su condición mental. Este hecho hace que sus identidades alternas emerjan.

## Personajes

### Primera temporada

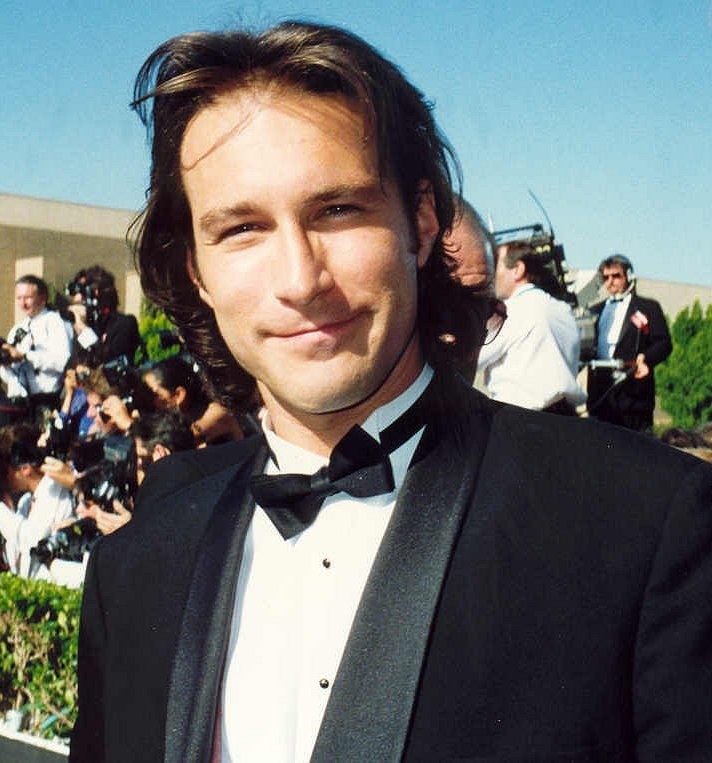
John Corbett (Max).

- Tara Gregson (Toni Collette) es una madre de familia que se dedica a pintar murales para su trastorno de identidad disociativo para intentar vivir su vida sin tener que depender de medicamentos. A menudo se siente culpable por hacer pasar momentos de bochorno a su familia por culpa de su condición.
- Max Gregson (John Corbett) es el paciente marido de Tara que intenta minimizar los efectos provocados por los cambios de identidad de su esposa en la vida cotidiana de su familia.
- Kate Gregson (Brie Larson) es la hija adolescente de Tara que tiene los problemas típicos de su edad. Trabaja en un restaurante y tiene un peculiar extraño gusto para elegir a sus novios.
- Marshall Gregson (Keir Gilchrist) es el sensible hijo de Tara. Tiene catorce años, es homosexual y está enamorado de un chico de su clase, factor que le hace el centro de las burlas del homofóbico Buck, la identidad masculina de su madre. En la segunda temporada pasa una etapa de confusión sobre su sexualidad que le lleva a salir con Courtney, confirmando que es gay. Cuando quiere dejarla ella no se lo pone nada fácil. Se hace Novio de Lionel pero posteriormente terminan. En el penúltimo capítulo de la tercera temporada se entera de que Lionel muere y se da a entender que aun estaba enamorado de él.
- Charmaine (Rosemarie DeWitt) es la hermana menor de Tara. Siente que su hermana mayor necesita ser siempre el centro de atención y que para ello finge tener TID. En la 2.ª temporada se embaraza de Neil y en la Tercera temporada da a luz una hija llamada Cassandra Ruedas. Le pide matrimonio a Neil en el final de la serie y deciden mudarse a Houston.
- Neil (Patton Oswalt) es el socio de Max en su empresa de paisajismo y mantiene una relación intermitente con Charmaine. En la tercera temporada se comprometen y viven juntos, aunque le pidió a Charmaine que se casara con ella, esta no aceptó. En el final de temporada ella se lo pide a él y acepta, deciden mudarse a Houston a vivir con su hija Ruedas.
- Nick Hurley (Matthew del Negro) Novio de Charmaine. La deja plantada en el altar en el último capítulo de la segunda temporada.
- Dra. Ocean (Valerie Mahaffey) terapeuta de Tara, se siente sobrepasada por su trastorno y decide "romper con ella" en el séptimo capítulo de la primera temporada.
- Gene Stuart (Nathan Corddry) es el jefe de Kate en el restaurante, que recientemente comenzó una relación casual con Kate. Se está volviendo cada vez más obsesionado con ella y quiere más de su relación, a pesar de que Kate no lo siente de la misma manera. En el episodio 10, Kate presentó una demanda por acoso sexual contra él, ya que abusa de su poder con Kate y a menudo hace comentarios inapropiados y se pone demasiado sentimental con las otras chicas adolescentes en el restaurante.
- Jason (Andrew Lawrence) es el compañero de clase del que está enamorado Marshall y que pertenece a un grupo ultrarreligioso y homofóbico.

### Segunda temporada
- Ted Mayo (Michael Hitchcock, 1958-) es un vecino de Tara. Vive con su novio veinte años más joven, Hany.
- Hany (Sammy Sheik, 1980-) novio de Ted. Se hace amigo de Marshall y Lionel.
- Lionel (Michael J. Willett, 1989-), amigo de Marshall y activista gay. En su intento por enseñar a Marshall a ser "un buen gay" le incita al consumo de drogas y le lleva a hacer cruising. Comienzan una relación al final de la segunda temporada. Muere en el penúltimo capítulo de la tercera temporada en un accidente de auto.
- Lynda P.  (Viola Davis, 1965-) artista y fumadora de marihuana. Suplantaba la identidad de una mujer a la que Kate buscaba y se aprovechó de la admiración de ella para ganar dinero. Conectó con Tara gracias al arte.
- Pammy (Joey Lauren Adams, 1968-) camarera y novia de Buck, la identidad masculina de Tara. Tiene dos hijas pequeñas y una noche se acuesta con Max.
- Zach (Seth Gabel, 1981-) novio de Kate. Es el rico dueño de una empresa de yogur helado.
- Courtney (Zosia Mamet), novia de Marshall. No le importa que sea gay, le dice que puede estar con hombres y luego volver a casa con ella.
- Mimi Parmeter es la mujer que aparece en las visiones de Tara sobre su pasado, la identidad "Alice" está basada en ella.
- Dwayne es el esposo de Mimi, cuando Tara lo ve, "T" aparece y dice que él abusaba de ella.

## Las identidades de Tara
- Alice es una ama de casa perfecta que viste y piensa de manera anticuada. Se considera a sí misma como la verdadera Tara y la que domina al resto de las identidades. Es la única de las identidades de Tara que cree en Dios y reza cada noche por ella y por el resto de las identidades, incluso por Gimme, aunque no lo nombra. Es la primera identidad que descubre que Gimme existe, encontró su nombre escrito con crayola en el baño antes de cambiar su identidad a Tara. Desea quedarse embarazada para tener a su propio hijo, ya que considera que Kate y Marshall son hijos de Tara, cree estar embarazada en el capítulo 8 debido a que Tara vomita y cambia de identidad con ella, lo cual la hace pensar que es un síntoma del embarazo, siente una gran atracción por su vecino en la segunda temporada.

- Buck es la única identidad masculina de Tara y no para de provocar problemas por culpa de su agresivo instinto de protección. Para justificar su falta de pene dice que recibió un disparo en la guerra de Vietnam. Lleva gafas y gorra, bebe y fuma mucho, y es la única de las identidades que es zurda, homofóbica y evita juntarse con Marshall, tiene una relación con Pammy (trabaja en un bar) en la segunda temporada.

- T es una adolescente de dieciséis años salvaje y fumadora de marihuana. Viste de manera provocativa con tangas y faldas muy cortas, y se lleva muy bien con Kate porque tienen una edad y un carácter muy similar. Continuamente intenta seducir a Max pero él la rechaza porque a Tara no le gusta que se acueste con ninguna de sus otras identidades , reaparece en el capítulo 11 de la segunda temporada cuando acusa al esposo de Mimi de abusar de ella.

- Gimme Es el álter más extraño de Tara. Tiene un comportamiento similar a un animal: no habla, camina agachada y gruñe. Su comportamiento la llevó a orinarse dos noches sobre su padre (Frank - Fred Ward) mientras este dormía y sobre su hijo (Marshall - Keir Gilchrist) también mientras este dormía.

- Shoshana Shoabaum es una terapeuta que tiene comunicación con las otras identidades, su apariencia es de hippie. Aparece en la segunda temporada en el cuarto capítulo, es la única de las identidades que hasta el momento se presenta mientras Tara está consciente de ello, Tara permite que se acueste con Max en el capítulo 9.

- Chicken es la segunda identidad que aparece en la segunda temporada, en el capítulo 11, esta identidad representa la infancia de Tara cuando ella tenía 5 años.

- Bryce Craine es el medio hermano de Tara, es un alter violento y "asesina" a Chicken, Shoshana y Gimmie, ha tratado de matar a Tara en muchas ocasiones, su primera aparición fue en el final del primer episodio de la tercera temporada "...youwillnotwin..." cuando escribe en el computador de Tara "youwillnotwin" repetidas veces, finalmente emerge y da a conocer su nombre en "Chicken n' Corn"

## Renovación
El 10 de febrero de 2009, después de solo cuatro episodios emitidos se anunció que United States Of Tara tendría una segunda temporada con 12 episodios cerca del 2010, ya que el índice de audiencia de esta serie había sido el más alto desde el 2004 en Showtime.
El 25 de marzo, tres días después del primer episodio estreno de la segunda temporada se anunció que tendría una tercera temporada, que inició el 28 de marzo de 2011.
El 23 de mayo de 2011 fue anunciada la cancelación de la serie debido al mal índice de audiencia que obtenía, siendo un 30% menos que su primera y segunda temporada; sin embargo, tuvo un final más que aceptable.

## Premios
- 2009 Emmy Award for Outstanding Lead Actress in a Comedy Series (Toni Collette).
- 2009 Emmy Award for Outstanding Main Title Design.
- 2010 Golden Globe Award for Best Performance by an Actress in a Television Series - Musical or Comedy (Toni Collette).

## Nominaciones
- 2010 Emmy Award for Outstanding Lead Actress in a Comedy Series (Toni Collette).
- 2010 Screen Actors Guild Awards for Outstanding Performance by a Female Actor in a Comedy Series (Toni Collette).
- 2010 GLAAD Media Award for Outstanding Comedy Series.
- 2011 Golden Globe Award for Outstanding Lead Actress in a Comedy Series (Toni Collette).